# Multicyde
Multicyde è stato un duo musicale norvegese formatosi nel 1998 e scioltosi nel 2001. È stato costituito dai musicisti Patrick Hauge e Lars Larssen Naumann.

## Storia del gruppo
Multicydal (1999), primo album in studio del duo, ha fatto l'entrata al 3º posto della VG-lista e contiene la hit numero uno Not for the Dough, candidata per due Spellemannprisen, uno per la canzone dell'anno e l'altro per il video dell'anno.
Il secondo LP, dal titolo Multiplicity, si è collocato al 10º posto della classifica nazionale. Esso contiene Catch Us e A Better Day, rispettivamente terzo e quattro ingresso del gruppo nella top ten della hit parade norvegese.

## Formazione
- Patrick Hauge
- Lars Larssen Naumann

## Discografia
- 1999 – Multicydal
- 2001 – Multiplicity